# متحف الشعب اليهودي في بيت التفشي
متحف الشعب اليهودي في بيت التفشي (بالعبرية: מוזיאון העם היהודי – בבית התפוצות) يقع في مدينة تل أبيب الإسرائيلية، في وسط مجمع جامعة تل أبيب في رمات أبيب.
سابقا كان المتحف يسمي متحف ناحوم جولدمن للشتات اليهودي (بالعبرية: בית התפוצות، بيت الشتات) ولكن المتحف أطلق تجديدا كبير النطاق سنة 2016، يضيف جناحا جديدا مع معارض مؤقتة متداولة وكنيس ألفرد موسى وعائلته. المتحف المتجه للعالم وهو كذلك مؤسسة تعليمية يروي قصة الشعوب اليهودية باستكشاف ثقافة وتاريخ اليهود. هو مركز للنقاش والمشاركة والتعليم في كل ما يتعلق باليهودية واليهود، من منطلق نظرة تعددية وشمولية للعالم.

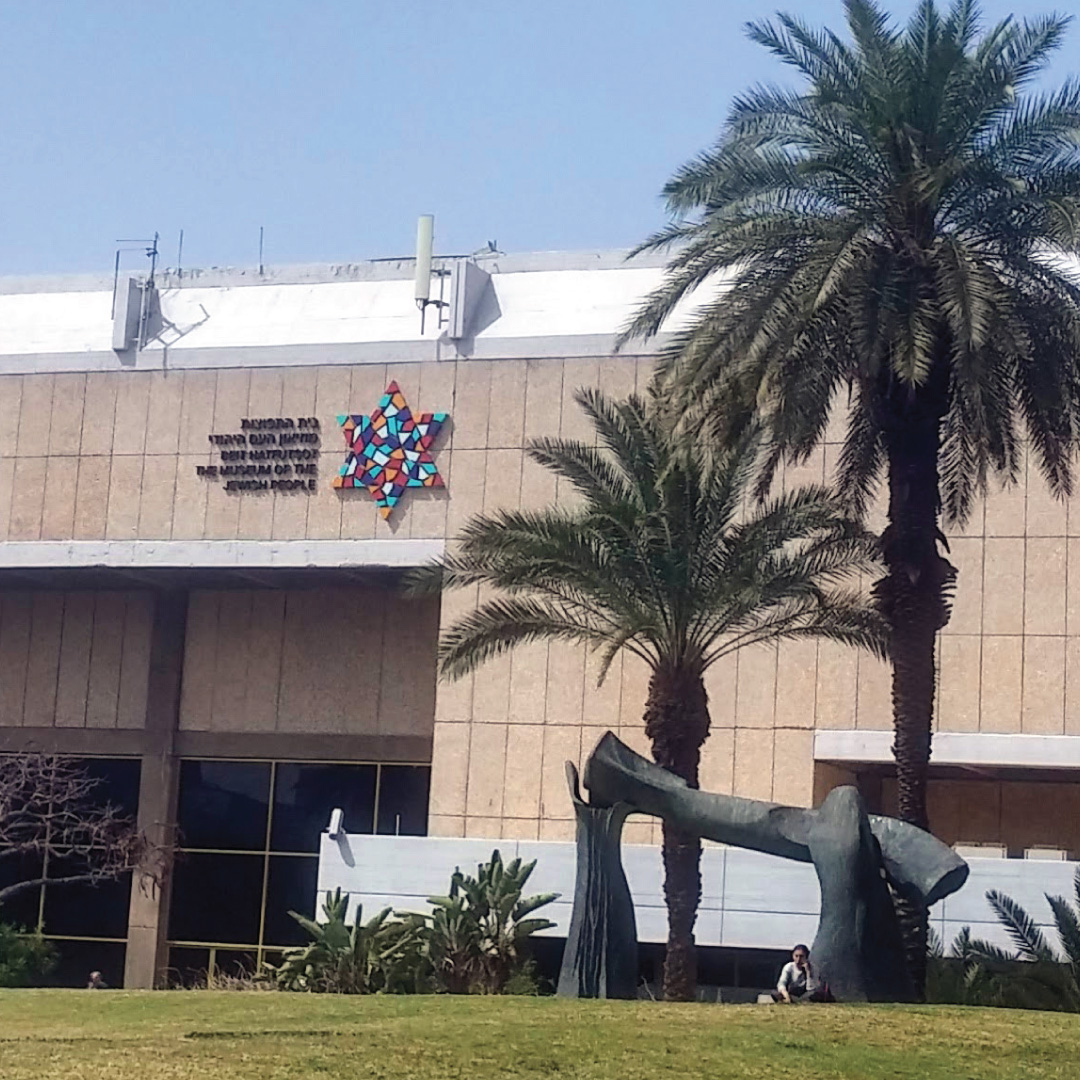
متحف الشعب اليهودي من الخارج
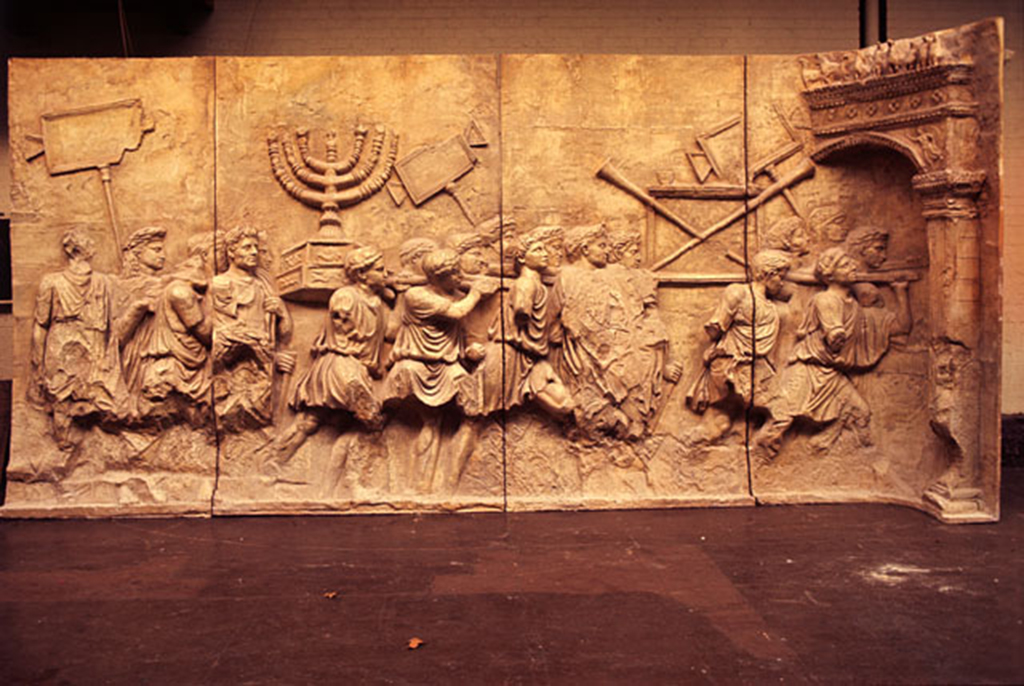
متحف الشعب اليهودي في بيت التفشي - معرض دائم